# Aphanogmus subapterus
Aphanogmus subapterus är en stekelart som beskrevs av Whittaker 1930. Aphanogmus subapterus ingår i släktet Aphanogmus och familjen pysslingsteklar. Inga underarter finns listade i Catalogue of Life.